# 콤플렉스 스포르티프 클로드-로비야
콤플렉스 스포르티프 클로드-로비야(프랑스어:Complexe sportif Claude-Robillard)은 캐나다의 다목적 경기장이다. 퀘벡주 몬트리올에 위치하고 있으며 과거 USL FC 몬트리올의 홈경기장이다.